# Эскудеро, Гонсало (футболист)
Гонсало Эскудеро (исп. Gonzalo Escudero; родился 1 апреля 2007) — аргентинский футболист, центральный защитник клуба «Расинг (Авельянеда)».

## Клубная карьера
Воспитанник футбольной академии клуба «Расинг (Авельянеда)». В марте 2023 года подписал свой первый профессиональный контракт с клубом. В основном составе «Расинга» дебютировал 27 августа 2023 года в матче аргентинской Примеры против «Тигре».

## Карьера в сборной
В 2023 году в составе сборной Аргентины до 17 лет провёл 3 матча на чемпионате Южной Америки среди игроков до 17 лет.